# 8561 Sikoruk
A 8561 Sikoruk (ideiglenes jelöléssel 1995 SO29) a Naprendszer kisbolygóövében található aszteroida. T. V. Kryachko fedezte fel 1995. szeptember 26-án.